# پاورز، میشیگان
پاورز (به انگلیسی: Powers) یک روستا در ایالات متحده آمریکا است که در شهرستان منومینه، میشیگان واقع شده‌است. پاورز ۲٫۵۶ کیلومتر مربع مساحت و ۴۲۲ نفر جمعیت دارد و ۲۶۷ متر بالاتر از سطح دریا واقع شده‌است.